# Plebeia nigriceps
Plebeia nigriceps là một loài Hymenoptera trong họ Apidae. Loài này được Friese mô tả khoa học năm 1901.